# Model velikog letanja
Model velikog letanja je model odnosno hipoteza u planetoslovlju koji predlaže da je planet Jupiter nakon svog nastanka na 3,5 AJ migrirao prema unutra na 1,5 AJ, prije nego što je okrenuo kurs nakon što je uhvatio Saturn u rezonanciju, pri tome zadržavši njegovu sadašnju orbitu. Preokret Jupiterove migracije sliči na putanju jedrilice koja mijenja pravac letanjem lijevo-desno kako jedri protiv vjetra.
Disk s planetizimalima je poslan na udaljenost od 1,0 AJ zbog Jupiterove migracije, ograničavajući raspoloživi materijal za formiranje Marsa. Jupiter dvaput prelazi asteroidni pojas, razbacujući asteroide prema van, zatim prema unutra. Rezultirajući asteroidni pojas ima malu masu, širok raspon nagiba i ekscentričnosti, kao i populacija koja potječe iz i izvan Jupiterove izvorne orbite. Krhotine proizvedene sudarima planetezimala koje su se nadlijetale ispred Jupitera možda su uzrokovale sudare rane generacije planeta sa Suncem.

## Opis
U modelu velikog letanja Jupiter je prošao dvofaznu migraciju nakon formiranja, prelazeći prema unutra 1,5 AJ prije promjene smjera i migriranja prema van. Formiranje Jupitera odvijalo se u blizini crte zamrzavanja, na otprilike 3,5 AJ. Nakon uklanjanja praznine u plinskom disku, Jupiter je podvrgnut migraciji tipa II, polako se krećući prema Suncu plinskim diskom. Ako bi se nastavio neprekidno približavati, ova migracija ostavila bi Jupiter u bliskoj orbiti oko Sunca poput nedavno otkrivenih vrućih Jupitera u drugim planetarnim sustavima. Saturn je također migrirao prema Suncu, ali iako je bio manji, migrirao je brže, prolazeći ili migracije tipa I ili bijeg. Saturn se konvergirao na Jupiteru i bio je zarobljen u rezonanciji 2:3 s Jupiterom tijekom ove migracije. Tada se preklapajući jaz u plinskom disku stvorio oko Jupitera i Saturna mijenjajući ravnotežu snaga na ovim planetima, koje su počele zajedno migrirati.
Neto okretni moment na planeti tada je postao pozitivan, s tim da su momenti koji stvaraju unutrašnja Lindbladova rezonanca prelazili one iz vanjskog diska, a planeti su počeli migrirati prema van. Migracija prema van mogla se nastaviti jer su interakcije između planeta dopustile protok plina kroz jaz. Plin je tijekom svog prolaska izmjenjivao kutni zamah s planetima, povećavajući zakretne momente; i prebacio masu s vanjskog diska na unutarnji disk, omogućujući planetima da migriraju prema van u odnosu na disk. Prijenos plina na unutarnji disk usporio je i smanjenje mase unutarnjeg diska u odnosu na vanjski disk koji se vratio na Sunce, što bi u suprotnom oslabilo unutarnji zakretni moment, okončavši migraciju vanjskih planeta. U hipotezi velikog letanja pretpostavlja se da je ovaj proces preokrenuo unutarnju migraciju planeta kad je Jupiter bio na udaljenosti od 1,5 AJ. Vanjska migracija Jupitera i Saturna nastavila se sve dok nisu postigli konfiguraciju nuklearnog momenta unutar diska razbijenog metala ili kada se plinski disk raspršio, i time bi Jupiter završio u blizini njegove trenutne orbite.